# 月桂酰肌氨酸钠
月桂酰肌氨酸钠（Sodium lauroyl sarcosinate (INCI)），俗称十二烷基肌氨酸钠（sarkosyl），是常用的表面活性剂之一，起泡和清洁用品的主要成分。常用於洗发水、剃须膏、牙膏以及其他泡沫洗剂。分子生物学实验中，月桂酰肌氨酸钠用于抑制DNA转录起始。